# Invertebrados de las Islas Baleares

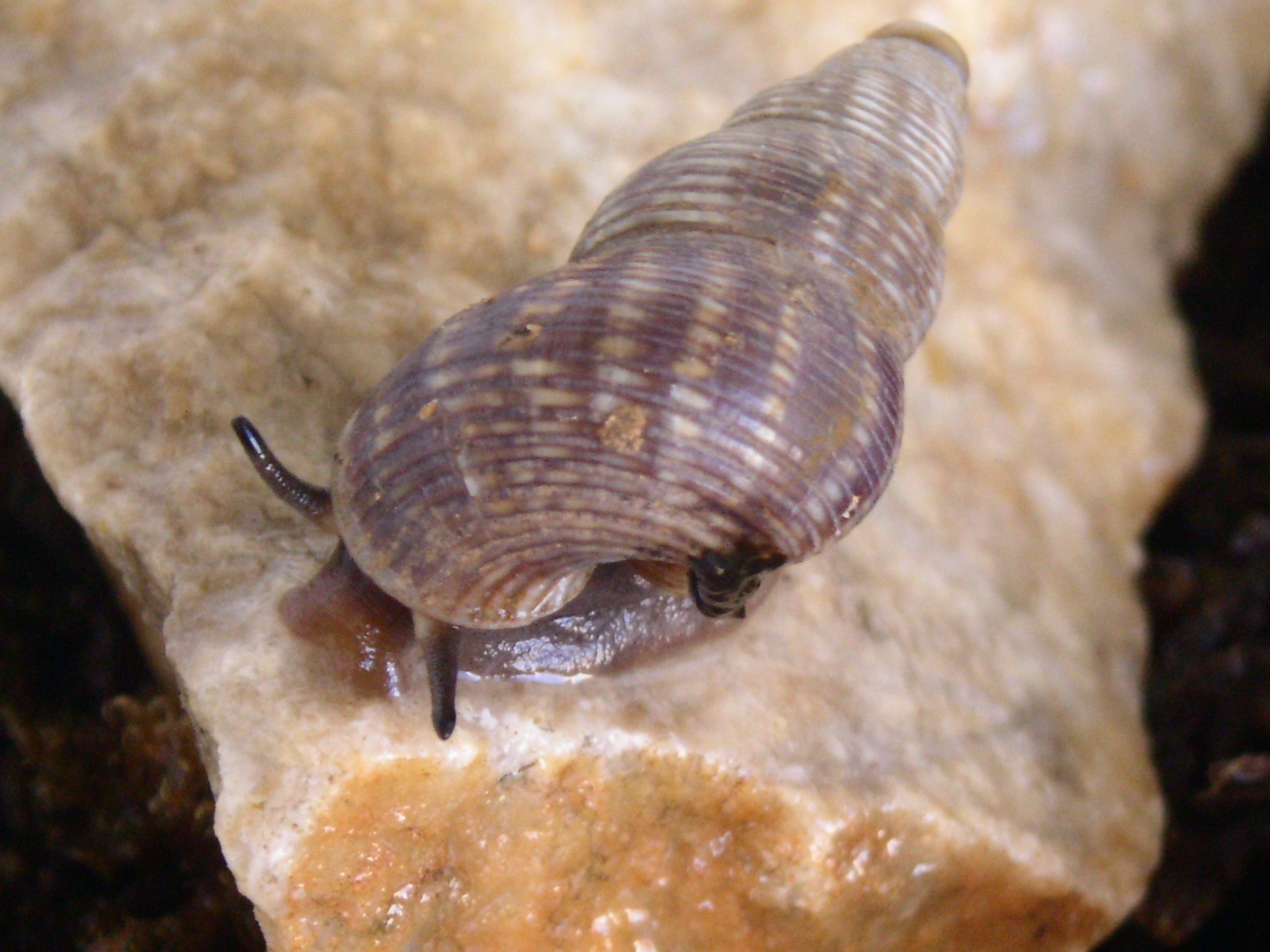
Tudorella ferruginea

En las Islas Baleares habita un gran número de invertebrados, tanto en medios terrestres como acuáticos. La mayor parte de los invertebrados tienen una baja capacidad de dispersión, por lo que el aislamiento geográfico ha favorecido la aparición de un importante número de endemismos.
Uno de los hábitats del archipiélago donde se han citado más endemismos son las cuevas, ya que se trata de ambientes aislados.

## Artrópodos
- Trechopsis ferreresi en las cuevas de la Sierra de Tramontana.
- En las zonas costeras de Mallorca habita Pimelia criba.
- En Menorca es único otro escarabajo, Brachycerus barbarus.
- En zonas cultivadas y en jardines se encuentra la mariposa limonera Gonepteryx cleopatra balearica, más fáciles de observar durante la primavera y el verano.
- Timarcha balearica.[1]

## Moluscos
- En esa misma sierra habita el caracol Iberellus balearicus.[2]
- Allognathus graellsianus. Endemismo del norte de la Sierra de Tramuntana.[3]
- Tudorella ferruginea

## Anélidos
- Pollentia perezi, poliqueto cavernícola descubierto en la costa de Alcudia.